# Adoxia fuscata
Adoxia fuscata es un coleóptero de la familia Chrysomelidae. Fue descrita científicamente por primera vez en 1893 por Broun.